# Misfit Wearables
Misfit Wearables, también conocida como Misfit, es una empresa de hardware que diseña y fabrica productos portátiles que utilizan la tecnología de sensores. El primer producto de la marca, Shine, es un monitor de actividad y sueño que rastrea los movimientos de los usuarios y sus niveles de actividad para proporcionar información numérica sobre el número de pasos, las calorías quemadas, distancia recorrida, y el número de horas de sueño ligero y profundo a través de una aplicación para iOS y Android. Misfit fue cofundada por Sonny Vu, Sridhar Iyengar y John Sculley. Sonny Vu y Sridhar Iyengar previamente cofundaron AgaMatrix, la compañía que hizo el iBGStar, el primero dispositivo para iPhone para uso médico aprobado por la FDA. John Sculley fue director Ejecutivo de Apple. Sonny Vu es el presidente y CEO de Misfit.

## Historia
Misfit Wearables fue fundada en octubre de 2011. Su nombre rinde homenaje a Steve Jobs, quien murió el mismo día que la compañía fue fundada. La creación de la compañía fue inspirada por el comercial "Piense Diferente" que debutó Apple 1997, cuyo lema era: "Brindemos por los locos. Los inadaptados Los rebeldes Los alborotadores. Las clavijas redondas en los agujeros cuadrados."
El primer producto de Misfit Wearables, Shine, fue lanzado a través de una campaña de la empresa de micromecenazgo, Indiegogo, en 2012. La campaña alcanzó su meta de $100.000 en un período de diez horas, y recaudó 846.675 dólares en poco más de dos meses. Los cofundadores usaron el método de crowdsourcing para obtener retroalimentación sobre el producto y el mercado de los rastreadores y cuantificadores de actividad y de tecnología portátil.
En abril de 2012, Misfit recaudó $7.6 millones en financiación de Serie A. En diciembre de 2013, Misfit obtuvo 15.200.000 dólares en financiación de Serie B para la investigación y desarrollo de productos que se espera que sean lanzados en 2014. La ronda de financiación de Serie B fue dirigida por Li Ka-shing de Horizons Ventures, a la cual se unió Translink Capital y la empresa Coca-Cola. Otros inversionistas previos como Founders Fund, Khosla Ventures, Norwest Venture Partners, O'Reilly AlphaTech Ventures, Max Levchin e IncTank también participaron en la ronda de financiación de la Serie B.
En 2017 la empresa estrena el reloj Q Nate de Fossil. Este presenta un peculiar diseño,  pues es analógico y a la vez permite al usuario contactar con las funciones principales de su dispositivo móvil. Fue originalmente creado por otra persona individualmente pero la empresa se lo compró para eliminar la competencia.

## Shine
Shine es un rastreador de actividad, hecho de aluminio de la misma calidad del utilizado en la fabricación de aeronaves, que ofrece a los usuarios una visión de cuánto se ejercitan y duermen. Misfit lanzó Shine como una aplicación para Android en diciembre de 2013. Misfit Wearables lanzó también un aplicativo para iPhone que da seguimiento a los objetivos de actividades físicas para coincidir con el lanzamiento de Shine. Shine es capaz de rastrear una variedad de actividades como caminar, correr, montar en bicicleta, nadar y dormir. Shine también rastrea la profundidad del sueño. Shine mide aproximadamente 30mm de diámetro y se puede usar de diversas maneras: como pulsera, collar o atado a la ropa mediante un clip magnético. Es sumergible y resiste hasta cincuenta metros de profundidad en el agua; además no necesita ser recargado.